# شعر
شِعر، سُرود، نَشید چامه یا چکامه  شاخه‌ای از ادبیات هست  که از ویژگی‌های زیبایی‌شناختی و اغلب ریتمیک زبان استفاده می‌کنند.شعر هم خانواده شعور است و احساس معنا می شود دهخدا در یادداشت‌های خود دربارهٔ شعر چنین می‌نویسد: «چکامه، چغامه، چامه، نَشید، نظام، سخن منظوم، منظومه، قریض. در ظاهر ایرانیان را قِسمی سرود یا شعر بوده و خود آنان یا عرب آن را «هَنَیمَه» می‌نامیده‌اند. قدیم‌ترین شعر ایران که به دست است گاتاهای زرتشت می‌باشد که نوعی شعر هجایی محسوب می‌شود».
شاعران و منتقدان، تعریف‌های گوناگون و بی‌شماری از «شعر» ارائه داده‌اند. در تعریف‌های سنتی دربارهٔ شعر کهن فارسی، ویژگی اصلی شعر را موزون و آهنگین بودن و ادای حق مطلب به زیباترین شیوه ممکن آن دانسته‌اند. در تعریف‌هایی دیگر، با دانش، فهم، درک، ادراک و وقوف یکی انگاشته شده‌است.
دهخدا در فرهنگ لغت خود به تعاریف علمای عرب نیز اشاره کرده  و می‌نویسد: «نزد علمای عرب کلامی را شعر گویند که گویندهٔ آن پیش از ادای سخن قصد کرده باشد که کلام خویش را موزون و مقفی ادا کند و چنین گوینده‌ای را شاعر نامند ولی کسی که قصد کند سخنی ادا کند و بدون اراده سخن او موزون و مقفی ادا شود او را شاعر نتوان گفت».
به قول ملک الشعرای بهار «شعر دانی چیست؟ مرواریدی از دریای عقل
شاعر، آن افسونگری کاین طرفه نروارید سفت»
در هزاره دوم پیش از میلاد؛ ریگ‌وِدا، که از قدیمی‌ترین اشعار و سرودهای مذهبی هندی به زبان سانسکریت ودایی است، سروده شد.

## تاریخچهٔ سرایش شعر
قدیمی‌ترین سروده‌های به‌جامانده به وِداهای هندوان باستان بازمی‌گردد. از تاریخ سرایش وِداها اطلاع دقیقی در دست نیست و تاریخ قدیمی‌ترین سرودهٔ ریگ‌ودا را از هزار تا پنج‌هزار سال پیش از میلاد مسیح پنداشته‌اند. همان‌گونه که اشاره شد گاتاهای زرتشت نیز از سروده‌های کهن هستند. دیگر سرودهٔ قدیمی، گیلگمش نام دارد. حماسه گیلگمش نخستین منظومهٔ حماسی جهان است. آن‌جا که تاریخ تمام می‌شود اسطوره آغاز می‌شود؛ حماسه‌های بزرگ مبتنی بر اسطوره هستند و اسطوره‌های بزرگ بر پایهٔ شرایط تاریخی بنا می‌شوند. جهان چندین حماسهٔ بزرگ را به‌خود دیده‌است:
- در یونان؛ ایلیاد و ادیسه اثر هومر
- در هند؛ مهابهاراتا و رامایانا
- در روم؛ انه‌ایید اثر ویرژیل
- در ایران؛ شاهنامه اثر حکیم ابوالقاسم فردوسی

که تمامی این حماسه‌ها در بزنگاه‌های خطیری از تاریخ هر ملت ساخته شده‌اند».
چینی‌های باستان نیز به شعر علاقه نشان داده‌اند و آثاری در این زمینه خلق کرده‌اند. شی چینگ یا کتاب شعر یا کتاب سرودها، از جمله آثار به‌جامانده از چین باستان در زمینهٔ شعر است.

## دیدگاه ارسطو
در میان منطق‌دانان و فلاسفهٔ قدیم، کسی که به‌طور مدوّن و مشروح به شعرشناسی منطقی پرداخته است، ارسطو است. اگرچه کسانی قبل از او نیز همچون بقراط، اریستوفانس و افلاطون دربارهٔ شعر، سخن گفته‌اند. اما فن شعر ارسطو تنها رسالهٔ مستقل و منطبق بر منهج نقد در این باره است.
ارسطو نظریهٔ ادبی خود را بر پایهٔ «محاکات» (تقلید واقعیت) بنا می‌کند و سه عنصر وزن (ایقاع)، لفظ و هماهنگی را رکن‌های شعر و ابزارهای محاکات می‌شمارد. بر این اساس در طبقه‌بندی ارسطو، انواع اصلی شعر، یعنی حماسه، تراژدی، کمدی، و انواع وابسته به آن مانند آواز دیتیرامب، موسیقی و شعر غنایی و رقص، همگی در جوهر هنریِ تقلید مشترک هستند و تمایز آن‌ها از یکدیگر به سبب تفاوت در ابزارهای تقلید (عناصر سه‌گانه)، مضمون تقلید و شیوهٔ تقلید است.
ارسطو در بخشی از توضیحات خود دربارهٔ ماهیت شعر و عملکرد شاعر چنین می‌گوید: «کار شاعر آن نیست که امور را آن‌چنان ‌که روی داده‌ است به دقت نقل کند، بلکه کار او این است که امور را به روشی که ممکن است اتفاق افتاده باشد، روایت کند. تفاوت شاعر و مورخ در این نیست که یکی روایت خود را در قالب شعر درآورده است و آن دیگری در قالب نثر، زیرا ممکن است تاریخ هرودت به رشته نظم درآید. اما همچنان تاریخ خواهد بود. شعر، فلسفی‌تر از تاریخ است و بیشتر از امر کلی حکایت می‌کند؛ در صورتی که تاریخ از امر جزئی حکایت می‌ نماید. مقصود از امر کلی در شعر این است که شخص چنین و چنان فلان کار یا فلان کار دیگر را به حکم احتمال یا بر حسب ضرورت در شرایط و احوالی خاص انجام دهد. در تاریخ هدف همین است اما امر جزئی، مثلاً کاری که شخص معینی چون الکیبیادس کرده ‌است یا ماجرایی برای او اتفاق افتاده ‌است».

## دیدگاه‌های سنتی دربارهٔ شعر
پس از نهضت ترجمه و انتقال نظریهٔ شعری یونانی به حوزهٔ اسلامی، رساله‌های شعری یونانیان موجی از نظریه‌پردازی را در میان فیلسوفان مسلمان ایجاد کرده بود؛ چنان‌که فارابی، ابن‌سینا، ابوالبرکات بغدادی، ابن رشد و خواجه نصیر طوسی هرکدام بخشی از آثارشان را به نظریهٔ شعر اختصاص دادند. نظرگاه فیلسوفان از طریق کسانی چون حازم قرطاجنی وارد آثار مدرسه بلاغیون مسلمان هم شد.
- خواجه نصیرالدین طوسی ملهم از سخن ابن‌سینا در کتاب شفا، به پیروی از ارسطو شعر را «سخنی خیال‌انگیز که از اقوالی موزون و متساوی ساخته شده باشد» می‌داند. خواجه نصیر در رابطهٔ شعر با موسیقی چنین می‌گوید: «و نظر در وزن حقیقی به‌حسب ماهیت، تعلق به علم موسیقی دارد و به‌حسب اصطلاح و تجربه تعلق به علم عروض دارد؛ و نظر منطقی خاص است به تخیّل و وزن را از آن جهت اعتبار کند که به وجهی اقتضاء تخیّل کند. پس شعر در عرف منطقی، کلام مخیِّل است و در عرف متأخران، کلام موزون مقفّی… اما قدما، شعر را کلام مخیِّل گفته‌اند و اگرچه موزون حقیقی نبوده‌است و اشعار یونانیان بعضی چنان بوده‌ است و در دیگر لغت قدیم مانند عبری و سریانی و فرس هم وزن حقیقی اعتبار نکرده‌اند».[۱۳]
- شمس قیس رازی در کتاب المعجم فی معاییر اشعار العجم در تعریف شعر می‌نویسد: «بدان که شعر در اصل لغت، دانش است و ادراک معانی به حدس صایب و استدلال راست و از روی اصطلاح سخنی است اندیشیده، مرتّب، معنوی، موزون، متکرّر، متساوی (مصراع‌های برابر)، حروف آخر آن به یکدیگر ماننده (قافیه دار)».[۱۴]
- فارابی دربارهٔ شعر دو اثر از خود به‌جای گذاشته‌است، یکی مقالة فی قوانین صناعة الشعراء و دیگری کتاب الشعر که آخرین مبحث در جلد اول از مباحث منطقی فارابی است. فارابی می‌گوید: «در این مقاله، تنها به آن اقوال و معانی می‌پردازیم که حکیم (ارسطو) در صناعت شعر اثبات کرده‌است، بدون این که قصد بیان تمام مطالب را دربارهٔ شعر داشته باشیم. زیرا خود حکیم نظراتش را در صنعت مغالطه تکمیل نکرده‌است (... فضلا عن القول فی صناعة الشعر)».[۱۵]

## اختلاف نظر در تعریف شعر

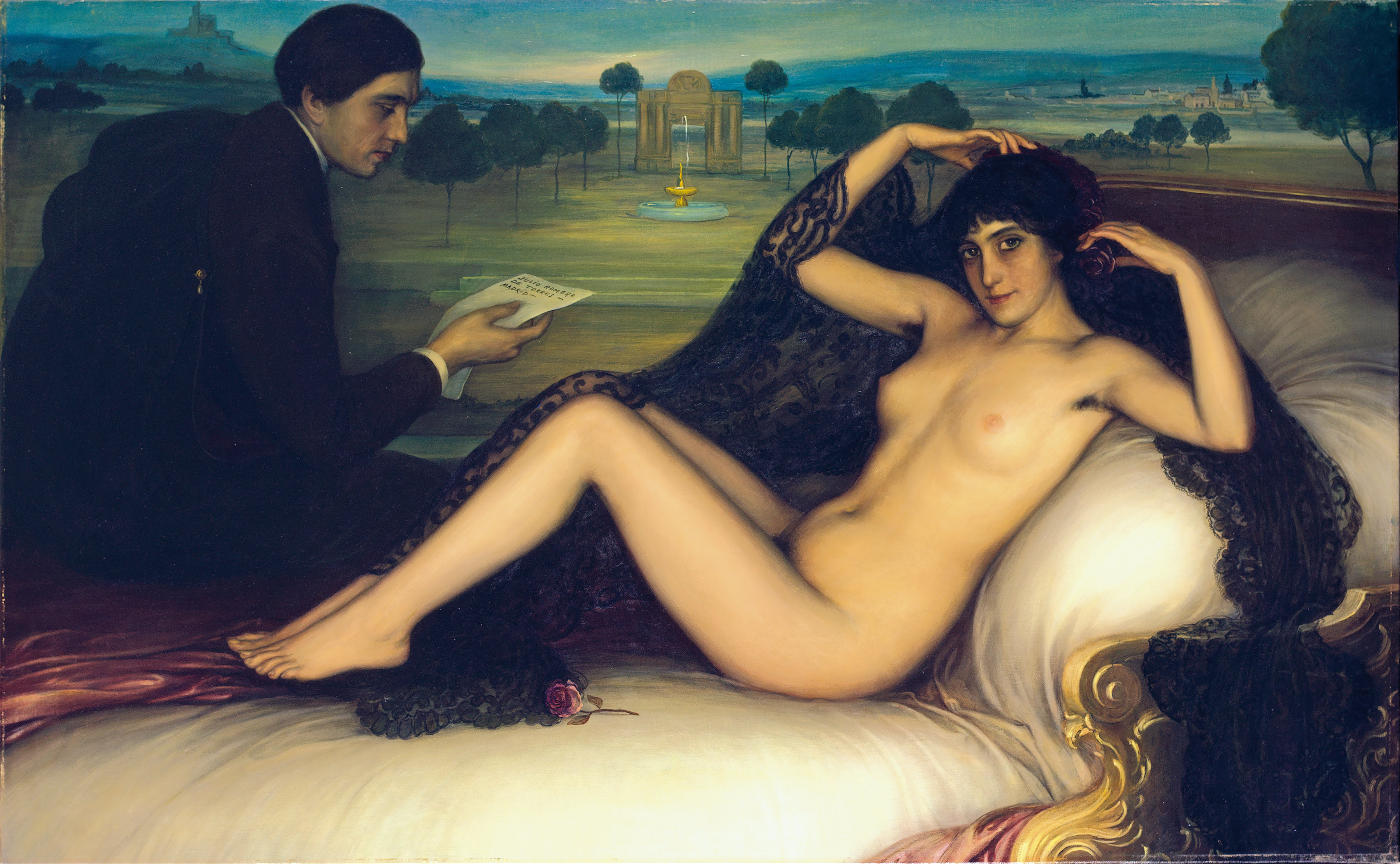
ونوس شعر اثر خولیو رومرو د تورس

در حقیقت باید گفت که تعاریف بسیاری در این زمینه وجود دارد که از همان گذشته‌های دور، گاه با هم در تضادهستند و یکدیگر را نقض می‌کنند. افلاطون، شعر را از جهت اخلاقی زیان‌آور و ویران‌گر می‌دانست و از دیدگاه معرفت‌شناسانه آن را دور از حقیقت و فاقد ارزش علمی می‌پنداشت. او ارزش زیبایی‌شناسانی ادبیات را در نظر نمی‌گرفت یا ناچیز می‌شمرد و به جای آن از دیدگاه ارزش اخلاقی به ادبیات نگاه می‌کرد. ارسطو برای پاسخ دادن به این شبهات و انتقادات، رسالهٔ فن شعر را به رشتهٔ تحریر درآورد. از دید ارسطو ادبیات، اعم از نثر و نظم و شعر، همچون سایر هنرهای دیگر، بر مبنای دو شالودهٔ اساسی بنیان گرفته‌است. یکی از این شالوده‌ها طبیعت تقلیدگر ذهن و روح انسان است و دیگری نیاز طبیعی‌اش به توازن، هماهنگی و ریتم است. ارسطو عقیده دارد که تکامل هجوسرایی منجر به پیدایش سبک و اوزان خاصی در ادبیات شد که آن را «اوزان ایامبیک» نامیدند و تکامل بعدی آن سبب پیدایش کمدی در ادبیات شد؛ تکامل ستایش‌سرایی منجر به «اوزان هروییک» شد که تکامل بعدی آن به پیدایش حماسه انجامید و سپس شاخه‌ای از حماسه‌سرایی به گونه‌ای خاص رشد کرد و به پیدایش تراژدی منجر شد.
همان‌طور که اشاره شد، در هر دوره‌ای شاعران و منتقدان و پژوهش‌گران سعی در ارائهٔ تعریفی از شعر بوده‌اند و با این همه تفاوتی کلی بر سر تعریف شعر وجود ندارد.
کوروش صفوی در گفتگویی به دشواری برای یافتن تعریفی برای شعر اشاره کرده و می‌گوید:
سقراط و افلاطون هردو شعر را نتیجه الهام می‌دانستند، اما ارسطو نخستین کسی بود که سعی کرد قواعدی برای ادب و شعر و آفرینش‌های ادبی کشف کند. «بر اساس تعاریف سنتی» «شعر کلامی است مخیل و موزون» و از دید آن‌ها که حضور وزن را در شعر ضروری نمی‌دانند و اصل موزون بودن را از شعر حذف می‌کنند، شعر کلام مخیلی است که متضمن هنجارگریزی‌های شاعرانه است». اما واقعیت این است که امروز دیگر نمی‌توان «شعر» را به درستی تعریف کرد تا جایی که شاعری چون احمد شاملو معتقد است: «نمی‌توان یک تعریف کلی از شعر به دست داد. تعریفی که بر اساس آن اثیر الدین اخسیکتی و صائب تبریزی و عارف قزوینی و مهدی حمیدی و مهدی اخوان ثالث و نیما یوشیج یکجا شاعر شناخته شوند».
 تعریف‌های سنتی دربارهٔ شعر اگرچه شرط لازم (حداقل) شعر را دربردارند، اما شرط کافی (حداکثر) را دربر نمی‌گیرند. یعنی بیشتر ناظر به عناصر صوری و فیزیکی شعر می باشند، نه جوهرهٔ درونی و متافیزیکی آن. حقیقت درونی شعر، نه تعریف‌پذیر، نه ترجمه‌پذیر و نه نقدپذیر است. به این معنی شعر خود زندگی یعنی تجربهٔ زیستن است. پس مانند خود زندگی، مقول به تشکیک و دارای مراتب و مدارج عالی و سافل است، شعر هم شور محض است مثل ترانه‌های فایز دشستانی، هم شعور محض مانند قصاید ناصرخسرو و هم آمیزه‌ای از شور و شعور مانند شعر حافظ.
اما باید دانست که همین کوشش‌ها در راستای تعریف و توصیف شعر، خود باعث پدیدار شدن مکتب‌های گوناگون ادبی شده‌است. بدیع و بیان، معانی و بلاغت از درون گفتگوهای ادبی سر برون آورده‌اند.

## تاریخچهٔ شعر پارسی پیش از اسلام
آنچه می‌توان گفت و باید گفت این هست که شعر ایرانی براساس سندهای موجود به روزگار زردشت می‌ رسد و از گاتاها که سرودهای مذهبی ایران باستان است و در انتساب آن‌ها به زردشت هیچ تردیدی نیست آغاز می‌شود و پس از آن دیگر قسمت‌های اوستااست و منظومه‌های دیگری که به زبان پهلوی ساسانی و پهلوی اشکانی پیدا شده‌است؛ مانند درخت آسوریک و یادگار زریران و جاماسب‌نامه.

## پیدایش شعر پارسی در دوره اسلامی
نخستین شاعران پارسی‌سرا (مراد از پارسی در اینجا فارسی دری و در مقابل فارسی میانه است) در دربار یعقوب لیث صفاری پدیدار شدند. 
بر پایه کتاب تاریخ سیستان، محمد بن وصیف سگزی(سیستانی) نخستین کسی بود که به زبان فارسی، شعر عروضی گفت. 
و گفته می‌شود که اولین شعر کلاسیک فارسی توسط محمد بن وصیف سگزی(سیستانی) نامه‌نگار (دبیر رسایل) یعقوب لیث صفاری بود.
اگرچه نمونه‌هایی از شعر به زبان فارسی دری، پیش از این دوران وجود دارد؛ ولی بررسی آن‌ها مشخص می‌کند که در زمان سروده شدنشان شعر فارسی هنوز قوام نیافته‌بود؛ چرا که وزن آنان به‌طور مطلق عروضی نیست. در اینجا نمونه‌ای از این‌گونه اشعار (که تعدادشان انگشت شمار است) می‌آوریم. این قطعه شعری نگاشته‌شده در آتشکده کرکویه واقع در سیستان هست:
| فُرخته باذا روش  |  | خُنیده کرشسپِ هوش   |
| همی برست از جوش |  | اَنوش کن می‌انوش    |
| دوست بَذآگوش     |  | بَذآفرین نهاده گوش |
| همیشه نیکی کوش  |  | که دی گذشت و دوش  |
| شاها خدایگانا   |  | بآفرین شاهی       |

محمد بن وصیف سگزی و بسام کرد از سرایندگان دربار یعقوب و از جمله نخستین سرایندگان شعر فارسی هستند.
باید گفت شعر در دوره اسلامی پس از وقفه‌ای چند صد ساله با الفبای عربی پدید آمد. ادبیات فارسی دری بیشتر در مناطق شرقی و شمال شرقی؛ یعنی در سیستان و خراسان و فرارود (ماوراءالنهر) پا گرفت و در دوره سامانی در قلمروی شعر و نثر استقرار و گسترش یافت. در قلمرو شعر و شاعری، شاعران بزرگی چون رودکی، شهید بلخی، ابوشکور بلخی و اندکی بعد فردوسی نقش‌آفرینی کردند.

### قالب‌های شعر کهن پارسی
- مثنوی
- قصیده
- غزل
- مسمط
- مستزاد
- ترجیع بند
- ترکیب بند
- قطعه
- رباعی
- دوبیتی
- تک بیت (مفردات)
- چهارپاره

### سبک‌های شعر کهن پارسی
- سبک هندی
- سبک خراسانی
- سبک عراقی
- سبک وقوع
- سبک بازگشت

این تقسیم‌بندی از ملک الشعرای بهار است و هنوز هم نزد ادیبان رایج هست و معتبر، سعید نفیسی نیز در برابر این تقسیم‌بندی، سبک‌های شعر پارسی را برمبنای مکاتب ادبی اروپا طبقه‌بندی کرده‌است. تقسیم‌بندی‌های دیگر نیز می‌توان یافت که در آن رون شعر نو و معاصر نیز مورد توجه قرار گرفته‌است.

## شعر نو
از زمان مشروطیت شعر فارسی از نظر عناصری چون اندیشه، زبان، قالب و … همگام با شعر نو جهان مدرن دگرسان شد و نهال شعر نو فارسی خود را نشان داد و بالیدن گرفته است و به وسیلهٔ نیما یوشیج شعرنو به انسجام رسیده است. شاعران پارسی‌زبان تا پیش از ظهور نیما یوشیج همواره بر همان الگوها و قالب‌های سنتی وفادار بودند و شعر پارسی محدود و محصور در اوزان و افاعیل عروضی بسر می‌برد و بر پایهٔ همان چارچوب‌ها با معیار مصراع و بیت سنجیده می‌شد. نیما یوشیج با کوتاه و بلند کردن مصرع‌ها و جابجایی قافیه‌ها، بدعتی در موسیقی شعر به‌ وجود می‌آورد و اگرچه وزن را برای شعر لازم و حتمی می‌شمرد ولی آن‌را مبنی بر امتداد مصوتها و تکیه کلمات می‌دانست، نه آن‌که همچون شعر قدیم وزن بیت یا مصراع، معیار تعیین وزن شعر به‌شمار آید.
موسیقی و آهنگ شعر محدود به قالب عروضی و بحر شعر نیست بلکه در نوع پیوستگی کلمات با یکدیگر و ایقاع‌های شعر، موسیقی شگفت‌انگیزی احساس می‌شود که کم از موسیقی و وزن شعر نیست. زیرا شعر دو موسیقی دارد:
1. موسیقی بیرونی که همان وزن عروضی است بر اساس کشش هجاها و تکیه‌ها.
2. موسیقی درونی که عبارت است از هماهنگی نسبت ترکیبی کلمات و طنین خاص هر حرفی در مجاورت با حرف‌ دیگر.[۲۷]

خاستگاه این دگرگونی در شعر پارسی را باید پیرو تحولات اجتماعی در دوران جنبش مشروطه‌خواهی دانست که بنیاد جامعه را دگرگون ساخت.
بعدها احمد شاملو با ایجاد تغییراتی در شعر نو سبک جدیدی ایجاد کرد که به شعر سپید یا شعر شاملویی معروف شد، با این تفاوت که در این سبک از شعر، وزن به‌طور کلی حذف گشته است:
از نمونه‌های قدیمی و جدید این اشعار می‌توان به نمونه‌های زیر اشاره کرد:
دهانت را می‌بویند مبادا گفته باشی دوستت دارم
دلت را می‌پویند مبادا شعله‌ای در آن نهان باشد
روزگار غریبی است نازنین…
از احمد شاملو

## قالب‌های ابداعی
- سه گانی
- شعرک
- طرح
- نوخسروانی
- کاریکلماتور

## شعر جهان

### گونه‌های معروف شعر جهان
- سونت
- هایکو
- غزل
- ویلانل
- مثنوی
- بحر طویل
- شعر آزاد

### جریان‌های مهم شعر جهان
- کلاسیسم
- رمانتیسم
- سوررئالیسم
- فرمالیسم
- فوتوریسم
- دادائیسم
- پست مدرنیسم
- سمبولیسم

## شاعران ایران و جهان
1. ابوالقاسم فردوسی
2. رودکی
3. شکسپیر
4. ابن فارض
5. خواجه حافظ شیرازی
6. گوته
7. مولوی
8. سعدی
9. خیام
10. ابوسعید ابوالخیر
11. پابلو نرودا
12. مایا آنجلو
13. حسان
14. سید حمیری
15. رابیندرانات تاگور
16. چسواو میووش
17. امرء القیس
18. نزار قبانی
19. ‌ بیدل دهلوی
20. عطار
21. پرتراک
22. جامی
23. نظامی گنجوی
24. پروین اعتصامی
25. باباطاهر
26. صائب تبریزی
27. دقیقی طوسی
28. ازرقی هروی
29. شیخ بهایی
30. سنایی
31. خواجه عبدالله انصاری
32. عبید زاکانی
33. امام محمد غزالی
34. ابوالفضل بیهقی
35. فرخی سیستانی
36. یهودا عمیحی
37. امیرخسرو دهلوی
38. شاه نعمت‌الله ولی
39. ایرج میرزا
40. شیموس هینی
41. نیما یوشیج
42. اوکتاویو پاز
43. مهدی اخوان ثالث
44. احمد شاملو
45. ملک‌الشعرا بهار
46. شهریار
47. سهراب سپهری
48. فروغ فرخزاد
49. هوشنگ ابتهاج (سایه)
50. کاوه کاکائی نژاد
51. فریدون مشیری
52. فدریکو گارسیا لورکا
53. خسرو گلسرخی
54. سیمین بهبهانی
55. حسین منزوی
56. محمدعلی بهمنی
57. محمدرضا شفیعی کدکنی
58. محمدعلی بهمنی